# Ganal
Ganal is een bestuurslaag in het regentschap Padang Lawas van de provincie Noord-Sumatra, Indonesië. Ganal telt 534 inwoners (volkstelling 2010).